# Synodus macrops
Synodus macrops är en fiskart som beskrevs av Tanaka, 1917. Synodus macrops ingår i släktet Synodus och familjen Synodontidae. Inga underarter finns listade i Catalogue of Life.